# Skäfttjärnen, Lappland
Skäfttjärnen är en sjö i Storumans kommun i Lappland och ingår i Umeälvens huvudavrinningsområde.